# 20. bersaljerski polk (Italija)
20. bersaljerski polk (izvirno italijansko 20º Reggimento di Bersaglieri) je bil bersaljerski polk Kraljeve italijanske kopenske vojske.